# Condado de Indian River
O condado de Indian River (em inglês:  Indian River County) é um dos 67 condados do estado americano da Flórida. A sede do condado é Vero Beach e a localidade mais populosa é Sebastian. Foi fundado em 30 de maio de 1925.

## Geografia
De acordo com o United States Census Bureau, o condado possui uma área de 1 598 km², dos quais 1 302 km² estão cobertos por terra e 296 km² por água.

## Demografia
Segundo o censo nacional de 2010, o condado possui uma população de 138 028 habitantes e uma densidade populacional de 106 hab/km². Possui 76 346 residências, que resulta em uma densidade de 59 residências/km².
Das cinco localidades incorporadas no condado, Sebastian é a mais populosa e a mais densamente povoada, com 21 929 habitantes e densidade populacional de 619,8 hab/km². Orchid é a menos populosa, com 415 habitantes, ainda que de 2000 para 2010, a sua população tenha crescido 196% e a de Vero Beach reduzido em 14%. Apenas duas localidades possuem população superior a 10 mil habitantes.